# Jožin z bažin

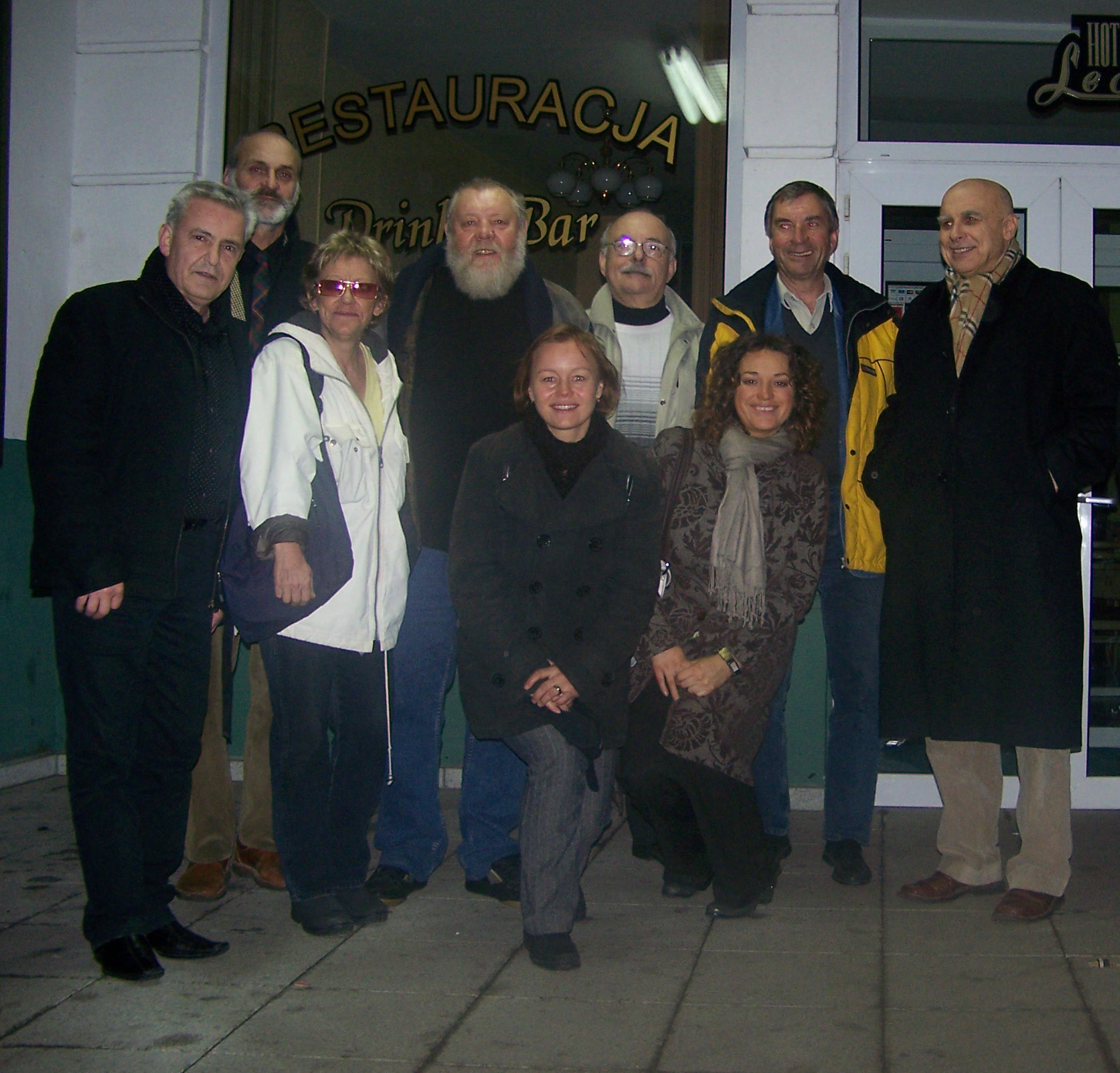
Ivan Mládek (dreta) i la Banjo Band, Poznań, 2008.

Jožin z bažin (original del 1977) és una cançó d'un músic i humorista txec, Ivan Mládek, sent de les més conegudes. Fins i tot ell s'hi va referir a aquesta com "himne nacional" del seu programa de televisió "Countryshow". El gener del 2008, la cançó es va fer coneguda a Polònia on va guanyar diferents llistes d'èxits de ràdio. També és popular a Hongria, Àustria i Russia. A aquests països, té un bon grapat de seguidors que n'han fet blogs i versions en diversos idiomes. La cançó és una historieta d'humor absurd sobre un monstre misteriós menja persones que viu als pantans (Jožin z bažin, Pep dels pantans). A la cançó, el monstre és finalment derrotat amb un avió fumigador.
Molts catalanoparlants que coneixen aquesta cançó es deu a la seva aparició repetida a La Parabòlica de l'APM?.

## Història
La cançó és una paròdia de les noveles cavalleresques medievals on un cavaller despavorit salva a un regne remot, es casa amb la princesa i rep la meitat del regne com a ofrena.
Tot comença amb un home conduint per la regió txeca de Moràvia en un Škoda 100 i troba un poblat atemorit per un monstre (Jožin) que menja turistes de Praga. El president de la granja col·lectiva local (en txec: JZD) li promet la meitat del JZD i el casament amb la seva filla si caça al monstre. L'home demana un avió fumigador, l'única arma que se sabia que mataria al monstre. Acaba caçant a Jožin i decideix vendre'l a un zoo.

## Paròdies i versions
Un cabaret polonès que es deia Kabaret pod Wyrwigroszem va crear una paròdia de "Jožin z bažin" titulat "Donald marzy" ('Els somnis de Donald'). El protagonista de la cançó és Donald Tusk,el primer ministre polonès.
La banda russa Мурзилки International va fer una paròdia en rus amb el títol de "Путин едет в Пикалёво" ("Putin va a Pikalyovo").
Hi ha una versió en serbi: "Medo Brundo" - Brundo l'os.
També hi ha moltes altres paròdies en letó de les quals la majoria són sobre els polítics més infames i l'ex-primer ministre Andrius Kubilius.
Ivan Mládek i la Banjo Band van fer una versió polonesa de "Jožin z bažin".
Metallica va versionar la cançó durant un concert a Praga al 2018.